# Mimosa aculeaticarpa

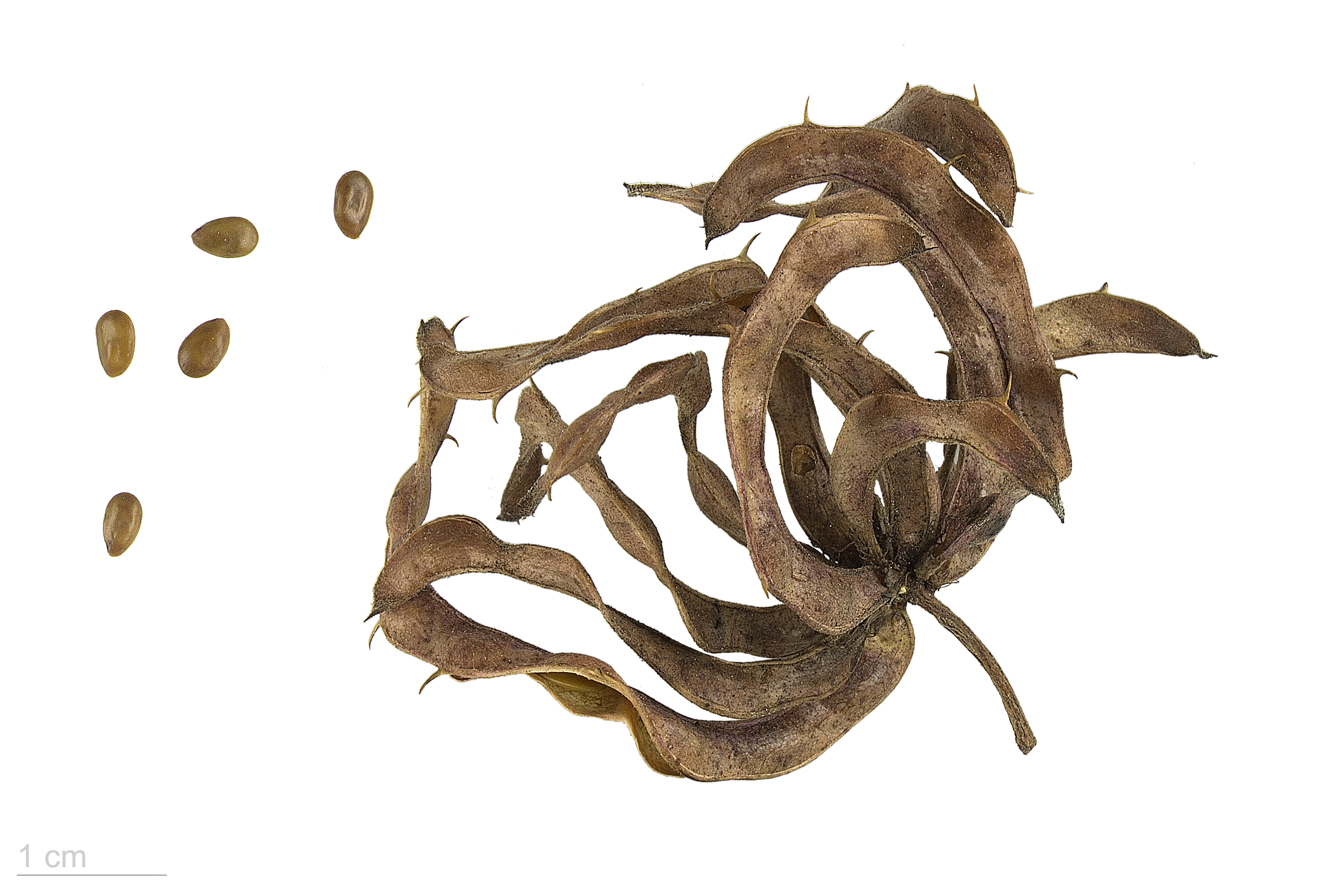
Mimosa aculeaticarpa

Mimosa aculeaticarpa är en ärtväxtart som beskrevs av Casimiro Gómez de Ortega. Mimosa aculeaticarpa ingår i släktet mimosor, och familjen ärtväxter.

## Underarter
Arten delas in i följande underarter:
- M. a. aculeaticarpa
- M. a. desmanthocarpa
- M. a. imparilis